# Ичжоу (Хами)
Район Ичжо́у (кит. упр. 伊州区, пиньинь Yīzhōu qū) — район городского подчинения городского округа Хами Синьцзян-Уйгурского автономного района Китая.

## История
После того, как империя Цин разгромила Джунгарское ханство, в этих местах в 1759 году был учреждён комиссариат Хами (哈密厅). В 1884 году, когда была образована провинция Синьцзян, комиссариат Хами был повышен в статусе до «непосредственно управляемого» (哈密直隶厅). После Синьхайской революции в Китае была проведена реформа структуры административного деления, в ходе которой комиссариаты были упразднены, и поэтому непосредственно управляемый комиссариат Хами был в 1913 году преобразован в уезд Хами (哈密县), подчинённый напрямую Урумчи. В 1934 году был образован Административный район Хами, и уезд Хами был подчинён административному району Хами. В 1935 году 6 лежащих севернее Тяньшаньских гор районов уезда Хами были выделены в отдельный уезд Иу. В 1949 году, после вхождения Синьцзяна в состав КНР, Административный район Хами был преобразован в Специальный район Хами.
В 1961 году постановлением Госсовета КНР посёлок Хами был выделен в городской уезд Хами, однако в ноябре следующего 1962 года был возвращён в прежний статус. В январе 1977 года Госсовет КНР принял решение о создании из посёлка Хами и прилегающей территории (общей площадью 58 км²) отдельного городского уезда, и к марту были сформированы городские органы власти. В сентябре 1983 года Госсовет КНР принял решение о расформировании уезда Хами, и к маю 1984 года была завершена передача территории бывшего уезда Хами в состав городского уезда Хами.
В 2016 году округ Хами был преобразован в городской округ, а бывший городской уезд Хами стал районом Ичжоу в его составе.

## Административное деление
Район Ичжоу делится на 5 уличных комитетов, 7 посёлков, 10 волостей и 2 национальные волости.

## Транспорт
Город является важным транспортным узлом на Ланьчжоу-Синьцзянской железной дороге и трассе Годао 312.

## Промышленность
Обрабатывающая промышленность представлена металлургическим заводом; в районе также имеется ТЭС. В окружающей Хамийской впадине ведётся добыча угля и железной руды.